# Sebastião Manrique
Frei Sebastião Manrique (Porto, c. 1590 — Londres, 1669) foi um monge agostiniano português. Autor duma relação de Viagens ao Arracão (atualmente uma província de Myanmar).

## Índia
Nasceu no Porto entre 1590 e 1600. Ligado à Ordem de Santo Agostinho, foi mandado para Goa, onde permaneceu vários anos, primeiro como noviço e mais tarde como frade, residindo no mosteiro da sua Ordem. Em 1629, enviado a Ugulim (cidade de Bengala sob autoridade do império Mogol, onde se tinham estabelecido cerca de trezentos portugueses, casados maioritariamente com mestiças ou indianas, sendo o resto da população uns dez mil indianos convertidos ao cristianismo), aí permaneceu algum tempo, até que no ano seguinte (1630) foi transferido para o Arracão.

## Dianga
Manrique foi obrigado a ir àquele reino, mandado para Dianga, em frente de Chatigão que embora pertencesse geograficamente a Bengala, estando separado do Arracão por grandes serras, nessa época fazia parte deste último reino. Dianga era uma povoação exclusivamente cristã: portugueses, mestiços de portugueses, e escravos. Esses habitantes, independentes de Goa, eram bem diferentes dos comerciantes de Ugulim: dedicavam-se a pirataria, raptando homens, mulheres e crianças, e vendendo-os como escravos. Eram protegidos do Arracão porque eram temidos de todos os habitantes da região, e por isso guardavam essa fronteira dos inimigos dos arracaneses: bengaleses, e sujeitos do Grão-Mogol. Pouco tempo depois de lá ter chegado Manrique, também chegou uma carta da comunidade portuguesa de Mrauk-U, capital do Arracão, em 30 de julho de 1630. Dizia essa carta que o rei de Arracão, Sirisudhammaraja, prevenido que os portugueses de Dianga queriam deixar entrar as forças do rei de Daca em Chatigão, tinha mandado uma grande força naval para destruir a povoação.
Em Dianga não havia homem válido, porque todos tinham partido numa expedição de pirataria. Apenas ficava lá Gonçalves Tibau (sobrinho ou parente de Sebastião Gonçalves Tibau), que estava de febres. Decidiram ir a Mrauk-U falar com o rei e convencê-lo do erro em que estava. Partiram no dia seguinte.

## Maamuni

### Entrevista com o rei
A viagem foi muito difícil. Era durante a Monção e não se podia ir por mar. Chovia muito, um homem foi atacado e morto por um tigre, com muitos trabalhos conseguiram passar numa galé a foz do rio Maiu (ou Mayu), chamado então golfo de Maum, com o temporal. Em 25 de agosto encontraram o rei em Maamuni, lugar do Arracão onde estava a "Grande imagem", estátua de Buda que a lenda dizia ter sido feita em vida e em presença dele mesmo. Essa estátua encontrava-se na colina de Siriguta, num recinto que ocupava toda a colina. Dentro do recinto constituído por três pisos, no mais alto havia também o sino Yattara "com inscrições mágicas e tábuas astrológicas" gravadas para repelir todas as invasões, e no santuário a estátua de bronze, "objeto mais velho, mais misterioso e mais sagrado de todo o mundo" fazendo do Arracão a terra budista por excelência, conservando a "imagem autêntica do Tathagata" (Em 1784 essa imagem foi levada para o "pagode de Arracão", em Mandalai).
A entrevista com o rei passou-se bem e Manrique convenceu-o da boa fé dos portugueses.

## Mrauk-U
Quando o rei depois foi para sua capital Mrauk-U, Manrique também o encontrou lá, e aproveitou-se para lhe pedir a construção duma igreja num subúrbio da cidade, Daingri-pet, onde estava estabelecida a comunidade portuguesa. O rei aceitou e a igreja foi sagrada em 20 de outubro de 1630.

### Tesouro Real
Teve ocasião de visitar o tesouro real, cujas peças mais valiosas tinham sido trazidas de Pegu pelo avô do rei Razagri quando tinha invadido a Birmânia, (já eram despojos de Aiutia, Reino do Sião, que Bain-Naung rei de Pegu, tinha invadido em 1564).

#### As Jems
Viu os brincos de rubis, os Chauk-na-gat, de valor fabuloso que brilhavam extraordinariamente, e o Elefante Branco, Elefante sagrado, um dos quatro que tinham vindo do Sião, os outros tendo morrido, "o símbolo da realeza", uma das sete «Jems», que o futuro "Monarca universal", budista, devia possuir.

### A rainha velha
Encontrou também a "Rainha Velha", Htwe Naung, filha do rei Nandabayin, que Razagri tinha trazido de Pegu com os despojos, e com quem casou. Não era avó de Sirisudhammaraja, os seus filhos tendo sido assassinados, mas "como Rainha Viúva a sua posição era de primeira dama da corte". Pediu-lhe que os habitantes locais convertidos ao cristianismo fossem morar para Daingri-Pet, para estar mais perto da igreja. Ela concordou. A entrevista foi muito comovente porque a presença do padre fez que a rainha se lembrasse da sua infância na Birmânia, Pegu, onde ela ia por vezes à igreja.

## Volta para Dianga
Partiu para Dianga em janeiro de 1631, e perto daí, em Angaracale, uma vizinha aldeia de pescadores, edificou uma igreja, com a aprovação do rei. Fez o seu trabalho de vigário e aí ficou dois anos.

## Ugulim
Durante a sua estadia em Dianga, Ugulim foi atacada. Em maio de 1632 Xá Jeã, que havia quatro anos, tinha subido ao trono do império, "muçulmano fanático", e anticristão, argumentando que esses portugueses tinham relações comerciais com os piratas de Dianga, aliados do seu inimigo o rei de Arracão, ordenou ao vice-rei de Bengala "que marchasse contra Ugulim, a saqueasse e a incendiasse em nome do profeta e no interesse do estado". O vice-rei Cassim Cã, hesitou, porque os portugueses faziam muito medo nessa época, tendo a reputação de quase invencíveis. Mas acabou por atacar, com a ajuda dum renegado português Martim de Melo. A cidade não tinha muros, e afinal os cento e cinquenta mil homens da armada conseguiram invadir Ugulim depois dum cerco de mês e meio, mas a maior parte dos portugueses tinha conseguido escapar, estabelecendo-se na ilha de Saugar, na embocadura do rio Hugli, onde decidiram constituir uma colónia. Entretanto o rei Sirisudhammaraja prevenido do ataque a Ugulim, mandou uma armada contra os mogóis, que chegou depois da tomada da cidade, mas conseguiu atacar a frota mogol que regressava a Daca, incendiando-a, e recuperando muitos despojos de Ugulim.

## Nova viagem de Manrique para Mrauk-U
Em outubro ou novembro de 1633, Manrique recebeu cartas que lhe pediam para voltar a Mrauk-U e ajudar o embaixador Gaspar de Mesquita a concluir um tratado entre o vice-rei da Índia D. Miguel de Noronha, e Sirisudhammaraja, este querendo uma aliança das forças portuguesas e arracanesas para atacar o Grão-Mogol em Bengala. As negociações duraram cinco meses, até março de 1634, mas afinal tal tratado não foi concluído, o embaixador constatando que Sirisudhammaraja tinha sonhos de império mundial, e o Estado da Índia não podendo desafiar o império Mogol, tornando-se seu inimigo. Mas o rei "profundamente desapontado" impediu Manrique de tornar a Dianga, dizendo que lhe tinha construído uma igreja, e que tinha de ficar.

### O hábito amarelo
Enquanto permanecia na capital, no fim do ano de 1634, um monge budista veio visitar Manrique, mostrando-lhe uma carta em latim. Quem a tinha escrito era um comerciante português, Inácio Gomes, de Estremoz, que havia 26 anos tinha naufragado nas costas do Arracão, e acusado com seus companheiros de pirataria, tinha sido exilado "para uma região situada nas montanhas a alguns dias de marcha da capital", tendo-lhe sido previamente cortados os tendões das pernas, para que não possa fugir. Assim costumavam fazer a esse tipo de prisioneiros. Vivia então nessa região, desde essa época, isolado dos outros portugueses, casado com a irmã do monge. Na carta pedia a visita de Manrique: "Peço-lhe (…) para vir aqui salvar-me a alma". O tom era tão desesperado que Manrique decidiu tentar a aventura. Por isso pegou o hábito amarelo dos frades budistas, e assim disfarçado, em companhia do monge conseguiu sair da cidade e encontrar o exilado. Ficou seis semanas na região, batizando, confessando, este e outros poucos portugueses, e consegui voltar a Mrauk-U, em companhia do mesmo monge, sem que as autoridades tivessem presenciado da sua ausência.

### O elixir
Mas grandes eventos tinham acontecido em Mrauk-U. O rei tinha encontrado um "maometano" que passava por médico e possuidor de segredos ocultos. Foi tanta a confiança que o rei lhe deu que este acabou de convencê-lo que bebendo certo elixir tornaria-se invencível, e poderia a partir daí consagrar-se à conquista do mundo. Mas para fazer o elixir, necessitava, entre outros ingredientes de seis mil corações humanos.
O rei era budista, profundamente convencido, e matar seis mil pessoas parecia coisa muito contrária aos seus preceitos. Mas o seu estado não era normal. Já havia algum tempo que o seu comportamento o indicava, e o embaixador português, assim como Manrique já o tinham constatado. O reino pacífico, de paz universal que queria fundar, tinha que começar por este sacrifício… Afinal concordou, e as suas armadas dedicaram-se a encontrar pessoas, perdidas, isoladas, para matá-las. Ao princípio a população não se apercebeu de nada, mas 6 mil pessoas que desapareciam não podia ficar em segredo. Os soldados entravam nas casas abertas durante a noite, e afinal a verdade soube-se. As 6 mil pessoas foram realmente mortas, o "elixir" foi fabricado, mas a população, e não só, esperava pela vingança.
Entretanto tendo bebido o elixir, o rei preparou a sua coroação que aconteceu em 23 de janeiro de 1635. Ainda não tinha sido coroado, apesar de ser rei já havia 12 anos, porque uma predição dizia que pouco depois seria morto. Mas agora estava seguro. Manrique teve que assistir às majestosas cerimónias que tiveram lugar. Pouco depois pediu mais uma vez ao rei de o deixar partir, ao que este afinal consentiu. Voltou então para Dianga.

## Banja
Em Dianga "encontrou uma carta do Provincial da Ordem e do vice-rei de Goa. A primeira ordenava que fosse a Banja, em Orissa, em obra missionária. Ao mesmo tempo, o vice-rei pedia-lhe que negociasse um tratado de comércio com o governador de Hijli, cidade próxima de Banja" (294). Embarcou numa galé e partiu. Ao cabo de 11 dias desembarcou com os companheiros para almoçar. Já não ficava longe de Banja, mas um barco-patrulha avistou-os e pensando ser piratas prendeu o barco com os remadores e desistiu de apanhar Manrique e seus quatro companheiros. Depois de grandes trabalhos estes foram recolhidos por aldeãos que os denunciaram, foram presos, maltratados, e enviados para Midnapur. Durante essa viagem Manrique consegui convencer o oficial que era um frade tinha deixado seu hábito na galé), e inocente. Em Midnapur, da mesma maneira convenceu o juiz, com a ajuda dum comerciante muçulmano que falava português, e conhecia os portugueses de Ugulim, além do Vigário de Banja. O juiz mandou cartas para Banja, para verificação da sua identidade. Foram então libertados e o "amável comerciante amigo" muçulmano acompanhou-os no primeiro dia da jornada, depois de os ter albergado, e fornecido o necessário. Quando este partiu, Manrique agradecido, caiu aos pés dele «e com as mãos erguidas ao Céu pedi a Deus que não me concedesse mais favores a mim do que a ele». "Em resumo - diz Maurice Collis -, pediu que, de qualquer modo, o mouro ficasse livre do Inferno e fosse recompensado com o Céu. Não é provável que nenhum agostinho tenha feito antes tal pedido".
Chegou a Banja, fez o seu trabalho e depois foi a Hijli tratar da outra missão. Mais tarde tomou um navio para Cochim, onde chegou em março de 1636.

## Fim da viagem
De Cochim, partiu em setembro para Goa, "onde obteve licença para ir pregar ao Japão, apesar de os padres católicos estarem proibidos de entrar naquele país, pois, se conseguissem lá entrar, seriam presos e executados por causa das antigas intrigas políticas dos Jesuítas."
Saiu de Goa em abril de 1637, foi de navio primeiro para Malaca, depois às Filipinas, em Manila. Depois para Macau, esperando um navio para o Japão.
Não havendo navio, regressou pelo caminho de Macáçar, Batávia e Malaca, chegando à costa oriental da Índia em agosto de 1640.
Depois foi para Laore, indo na corte do rei Mogol Xá Jeã. De onde parte para Roma, passando pelo Afeganistão, pela Pérsia, pelo Iraque, e pela Síria, chegando a Roma a 1 de julho de 1643.

## Roma
Ali, no mosteiro agostinho escreveu o seu Itinerário, publicado em 1649; escreveu-o, não na sua língua natal, mas num castelhano muitas vezes "obscuro e pretensioso, um castelhano desastroso", segundo Vela, historiador da Ordem dos Agostinhos.

## "Itinerário das Missões"
Manrique viajou por muitas outras terras além do Arracão, mas é sobretudo essa parte da sua viagem que se tornou célebre. "Nenhum escritor do século XVI nos deixou descrição tão pormenorizada e perfeita de um reino oriental nem levantou tantas questões de interesse. Nem os Jesuítas da corte de Akbar, ou da do rei Narai do Sião, nem os da Companhia, cuja cultura lhes abrira as portas da corte dos Mings e dos Ch'ings, na China, narraram história tão completa e tão extraordinária." (Maurice Collis)
A portada do livro indica que, ao tempo da publicação, tinha a categoria de Definidor Geral e estava nomeado Procurador-Geral na cúria Romana da Província portuguesa da Ordem Augustiniana.

## Londres
Em 1669 com idade avançada, 70 ou 80 anos, é enviado para Londres em missão secreta, com seu criado particular, e uma arca contendo considerável quantidade de dinheiro.
Alojado perto do rio Tâmisa, entrou em contacto com agentes católicos.

## Assassinato
Um dia portanto, estando ausente, o criado forçou a fechadura da arca, e ao regressar, à noite, Manrique foi assassinado por este último, sendo o corpo metido na arca e lançada esta ao rio.
Na maré baixa, encalhou na margem mais adiante. Uns marinheiros encontraram-na, descobriram o corpo e vendo pelo hábito, que se tratava de um eclesiástico de categoria, comunicaram o caso à polícia. O criado foi preso, confessou, e foi enforcado.